# Агве
Агве (арм. Աղվե), также Агуэ (арм. Աղուէ) — гавар на востоке провинции Утик Великой Армении.
Уже в конце XIX века епископ Макар (Бархударянц) свидетельствовал:
Ещё четыре области - Аранрот, Три, Роцпатеан и Агуэ - также населены сегодня большей частью мусульманами. Они ведут кочевой образ жизни и постоянно перемещаются с летовок на зимовки и обратно. Области эти богаты скотом - крупным и мелким, а также конями и верблюдами. Населены они были некогда утикскими армянами, но мусульмане ныне до такой степени разрушили церкви и кладбища, что от них не осталось и следа.епископ Макар (Бархударянц)

## География
На севере и северо-западе Агуэ граничил с Дзоропором, на западе — с гаваром Ташрац Сепаканутюн, на юге с Варажнуником, на востоке с Тучкатаком, а на севере река Кура разделял Агуэ и Кавказскую Албанию.
Вместе с гаваром Тучкатак образовывал более крупное образование — гавар Шакашен. В Агуэ располагалась известная крепость Каян, а также город Хаххах, у которого в октябре 450 года н.э. армянское войско, возглавляемое спарапетом Варданом Мамиконяном разгромило войско вторгшевося Сасанидского Ирана. На сегодняшний день бо́льшая часть гавар Агуэ входит в состав Товузского района Азербайджана, другая - в Тавушскую область Армении.